# Viola (Illinois)
Viola – wieś w Stanach Zjednoczonych, w stanie Illinois, w hrabstwie Mercer.